# Ангантюр
Ангантюр (Angantyr) — мужское имя скандинавского происхождения.
Наиболее известными его носителями являются несколько персонажей скандинавской мифологии, упоминаемые в таких текстах, как «Видсид», «Сага о Хервёр»
и «Деяния данов» Саксона Грамматика.
- Ангантюр Берсерк — сын Арнгрима, обладатель волшебного меча Тюрфинга, прославившийся как непобедимый воин. Его дочерью была дева-воительница Хервёр.
- Ангантюр Хёвундссон — внук предыдущего, павший от меча Тюрфинга, которым владел его брат Хейндрик.
- Ангантюр Хейндрикссон — племянник предыдущего. Наследовал после смерти отца престол готов. Отказал брату Хлёду в разделе королевства. В кровопролитной битве разбил войско гуннов, союзников брата. Считается легендарным основателем рода Мунсё.

Из исторических лиц имя Ангантюр носил король Дании начала VIII века, более известный как Онгенд.
Ангантюр упоминается и в генеалогии Хемница, "Государей  Мекленбурга", и послужил прообразом Рабле в книге "Гаргантюа и Пантагрюэль". описан великаном.